# Biblioteca Nacional de Moldàvia
La Biblioteca nacional de Moldàvia o Biblioteca nacional de la República de Moldàvia (en romanès: Biblioteca Națională a Republicii Moldova) és una biblioteca al carrer 31 d'agost de 1989 en Chișinău, la capital del país europeu de Moldàvia. Va ser fundada el 22 d'agost de 1832. La seva directora general és Elena Pintilei.
L'arquitecte que dissenyà l'edifici fou A. Ambartumian. Davant de la Biblioteca Nacional hi ha una estàtua del poeta Vasile Alecsandri realitzada per Ion Zderciuc.